# Día del estudiante

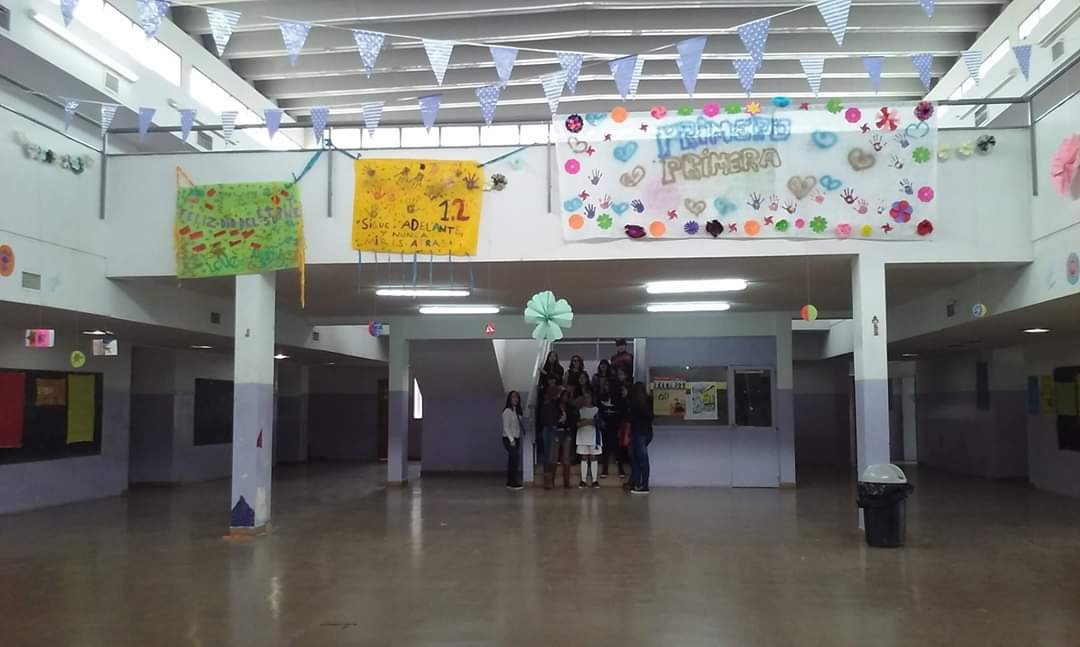
Festejo del Día del estudiante en Argentina

El Día del Estudiante es una fecha anual que se conmemora en varios países. Aunque la efeméride exacta en que se observa difiere en cada país, esta celebración suele estar relacionada con la juventud y la primavera.[cita requerida]
Algunos países conmemoran este día el 17 de noviembre, conocido como el Día Internacional de los Estudiantes.

## Argentina
Se conmemora el 21 de septiembre y si bien coincide con el día de la primavera, la verdadera razón de la elección de esa fecha es que en ese día de 1888 llegaron a Buenos Aires los restos repatriados del prócer Domingo Faustino Sarmiento, fallecido diez días antes, quien durante su presidencia fue responsable de la construcción de más de 801 escuelas. Este día los alumnos de los secundarios no concurren a clases.
Particularmente en la provincia de Jujuy se realiza la Fiesta Nacional de los Estudiantes, siendo declarada fiesta nacional y sede permanente de estos festejos, en los cuales se eligen reinas de todas las provincias argentinas. Este día los alumnos de los secundarios no concurren a clases.

## Bolivia
El Día del Estudiante en Bolivia por la ley de Bolivia del 25 de octubre de 1939 durante el gobierno provisorio del general Carlos Quintanilla, haciendo, de este modo, un homenaje a jóvenes estudiantes de Bolivia. Fue en honor a Domingo Faustino Sarmiento.[cita requerida]

## Chile

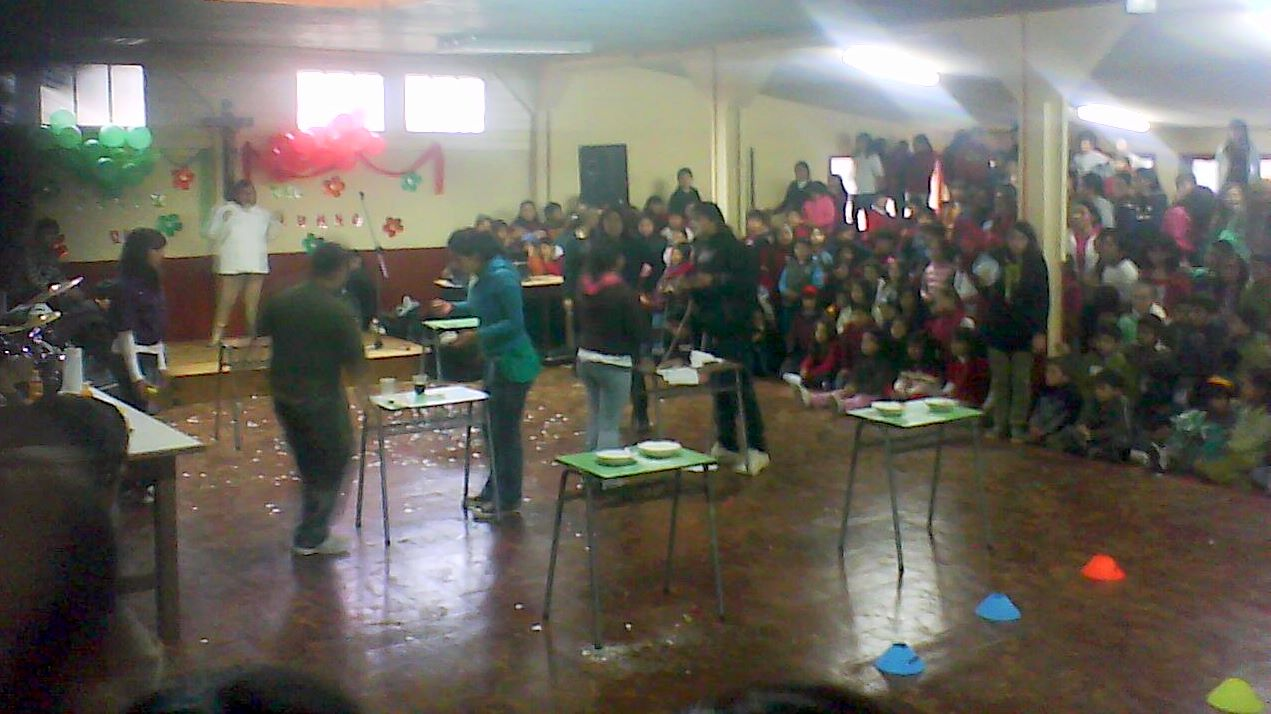
Celebración del Día del Alumno en el Colegio de la Preciosa Sangre, Pichilemu, 2010.

El 11 de mayo se celebra el Día del Alumno, establecido mediante el decreto 147 de 1992 del Ministerio de Educación; este día recuerda la publicación del decreto supremo 524 de 1990 del Ministerio de Educación, que aprobó una nueva versión del reglamento que permite a los estudiantes secundarios formar centros de alumnos.
Generalmente, los colegios subvencionados, semi-subvencionados y privados, liceos y escuelas festejan esta efeméride mediante una ceremonia con profesores y estudiantes; se efectúan competencias internas y actividades recreativas para los estudiantes, como espectáculos artísticos y juegos deportivos. Este día no es conmemorado en la educación superior, pues el decreto mencionado restringe el ámbito de este día a los establecimientos educacionales de enseñanza básica y media.
Por otro lado, desde principios del siglo XX hasta inicios de la década de 1970, se celebró el "Día de los Estudiantes" o "Fiesta de la Primavera", organizada por los estudiantes universitarios.

## Colombia
En Colombia, el día 8 de junio se conmemora el día del estudiante caído, día del estudiante revolucionario o día del estudiante en todo el país.
La celebración conmemora el asesinato de varios estudiantes de la Universidad Nacional quienes en su momento alzaron su voz de protesta en contra de hechos de corrupción de los gobiernos de turno y en exigencia de garantías y libertades para la educación superior en Colombia.
Son principalmente dos sucesos que deben mencionarse para entender el día del estudiante en Colombia.
El primero de ellos se remonta al año de 1929 cuando los estudiantes de la Universidad Nacional de Colombia deciden manifestarse en contra del gobierno conservador de la época al que se le exigía destituir funcionarios y responsables militares de la masacre de las bananeras. En la noche de aquel 7 de junio, la policía, da muerte a Gonzalo Bravo Pérez (algunos lo refieren como Páez) y causan dos heridos. El 8 de junio los estudiantes junto con la comunidad capitalina repudian el hecho con una gigantesca marcha.
El 8 de junio de 1954 en plena dictadura de Gustavo Rojas Pinilla, se conmemoraron 25 años de los sucesos ocurridos en 1929, donde participaron estudiantes de diversas universidades. En la tarde de ese mismo día, en territorios de la Universidad Nacional, fue asesinado por la policía el estudiante de medicina Uriel Gutiérrez. El hecho conmovió profundamente a la comunidad estudiantil de la época y por tal motivo los estudiantes deciden realizar una marcha hacia el palacio de gobierno al día siguiente, el 9 de junio. Dicha manifestación fue interrumpida por el batallón Colombia que regresaba de la guerra de Corea. En hechos nunca totalmente esclarecidos por la justicia colombiana, el ejército abrió fuego contra la manifestación produciendo más de una decena de muertos.

## Cuba
En Cuba se celebra el día 17 de noviembre con actividades en los diferentes centros estudiantiles desde la enseñanza preuniversitaria hasta los centros universitarios. Normalmente o se libera el día o la sesión de la tarde para celebraciones y actos conmemorativos protagonizados por los estudiantes, profesores y quien quiera unirse.
La fecha en Cuba viene dada en conmemoración a la resistencia de los estudiantes praguenses contra la invasión nazi en igual fecha del año 1939.

## España
Tiene lugar el 17 de noviembre. Durante este día se realizan diversas actividades en los centros educativos (mesas de debate, asambleas de decisión, actividades de concienciación social) en las cuales se reivindica la figura del estudiante como miembro activo de la Comunidad Educativa (formada por el alumnado, los padres y las madres y el profesorado junto con la administración).

## Guatemala
El Día del Estudiante Universitario se celebra el 22 de mayo. La fecha escogida corresponde a la fundación, en 1920, de la Asociación de Estudiantes Universitarios (AEU) en la Universidad de San Carlos de Guatemala.

## México
El Día del Estudiante se celebra, en este país, anualmente cada 23 de mayo. 
El origen del día del estudiante se remonta al año 1929, cuando los estudiantes de la que entonces se llamaba Universidad Nacional de México se lanzaron a la huelga en favor de la autonomía universitaria, de la libertad de pensamiento y de la libertad de cátedra (a resultas de lo cual, se la conoce hoy oficialmente como Universidad Nacional Autónoma de México).
Después de una serie de eventos y protestas que culminaron en una huelga general, los alumnos fueron agredidos brutalmente por la policía dentro de las instalaciones de la Escuela Nacional de Jurisprudencia el 23 de mayo. Por tal motivo, los alumnos de esta escuela reclamaron que ese día fuera recordado como el Día del Estudiante, en honor a los agredidos, y que la Plaza de Santo Domingo en la Ciudad de México fuera llamada Plaza 23 de Mayo o Plaza del Estudiante.
Seis días después, se consiguió la autonomía de esta casa de estudios y, con el tiempo, en muchos de los estados del país se crearon o se tomaron espacios propicios para la relajación y el estudio a los cuales se les denominaron “Jardines del Estudiante”, en honor a esa lucha en pos de la autonomía universitaria. Desde entonces se ha venido celebrando cada 23 de mayo el Día del Estudiante, como un recordatorio de la lucha en pro de una educación más abierta y participativa.[cita requerida]
Actualmente en cada 23 de mayo se celebran fiestas conmemorativas del día del estudiante en niveles de secundaria, preparatoria y en universidades de México.

## Nicaragua
En Nicaragua, por Decreto n.º 1487 del 18 de julio de 1984 y publicado en La Gaceta n.º 153 del 10 de agosto del mismo año, se declaró el 23 de julio "Día Nacional del Estudiante Nicaragüense", fecha que es recordada en los centros de enseñanza de los niveles de educación primaria, secundaria y universitaria del país en honor a las luchas del movimiento estudiantil universitario nicaragüense.
El 23 de julio de 1959, en la ciudad de León, cuatro estudiantes de la Universidad Nacional Autónoma de Nicaragua (UNAN) fueron masacrados brutalmente por la Guardia Nacional de Nicaragua, durante una manifestación estudiantil de repudio a la dictadura somocista por su complicidad en los crímenes cometidos por el ejército hondureño en "El Chaparral", departamento de El Paraíso, Honduras.
Los estudiantes universitarios mártires fueron: Sergio Saldaña, Mauricio Martínez, Erick Ramírez y José Rubí, quienes se constituyeron en símbolos y sello del compromiso de todas las generaciones estudiantiles con la defensa de la autonomía universitaria y las luchas de reivindicaciones populares.

## Panamá
En Panamá, este día se celebra el 27 de octubre de cada año. En esta fecha, los estudiantes de Pre-Media y Media de la escuela o colegio al que pertenecen, reemplazan a sus profesores. En algunos colegios de primaria, son los estudiantes de sexto grado los que suelen reemplazar a sus maestros. Cada profesor tiene la tarea de buscar entre sus mejores alumnos un reemplazo para él. Además, el estudiante que posee el mayor índice académico, reemplazará al director del colegio. Los estudiantes que le sigan en puntaje irán reemplazando respectivamente a los administrativos del colegio. En algunos colegios, además, los profesores suelen vestirse de estudiantes, realizandos agasajos en donde incluso se presentan actos divertidos de canto, baile, dramatización, etc. Los estudiantes más sobresalientes reemplazan a las autoridades de su distrito, usualmente al alcalde del lugar donde se encuentre la escuela o colegio, siendo felicitado por compañeros y familiares.

## Perú
En Perú, el 23 de septiembre se celebra el Día del Estudiante, en reconocimiento a la primera gesta por la búsqueda de la reestructuración universitaria de la UNSAAC en 1909, y tiene por finalidad valorar y promover la importancia de la actitud de los jóvenes estudiantes de las Universidades Públicas y Privadas del ámbito nacional. Además cada 17 de noviembre se celebra el día del estudiante para los escolares que se encuentran en etapa escolar (inicial, primaria y secundaria).

## Puerto Rico
En Puerto Rico, se celebra el jueves antes del Segundo Domingo de mayo Día de la Madre. En este día se realizan actividades deportivas o días de juegos, como también se hace una fiesta para compartir entre estudiantes, maestros y personal no docente.

## República Dominicana
En República Dominicana se celebra el Día Nacional del Estudiante, antes de la primavera, el 18 de febrero de cada año. Es muy común que el Ministerio de Educación encabece los actos oficiales en torno a esta efeméride. De esta manera, se realizan desfiles, izamientos especiales de la bandera y el ministro de Educación de turno suele ofrecer declaraciones dirigidas a todo el estudiantado dominicano.

## Venezuela
En Venezuela, el Día del estudiante universitario se celebra el 21 de noviembre.
En 1957 una huelga estudiantil produjo una serie de comunicados que repartieron en volantes. Pese a que la Seguridad Nacional tomó la Universidad Central, apresó a numerosos estudiantes y cerró los centros de educación superior, la huelga tuvo tal éxito que fue uno de los desencadenantes que concluyeron con la caída y huida del gobierno del general Marcos Pérez Jiménez. El reclamo se extendió al resto de la ciudad, despertando el espíritu de lucha de los habitantes de Caracas. El Frente Universitario.

## Himnos y canciones al estudiante
Hay distintos himnos y canciones dedicados al estudiante.
En Argentina aproximadamente en 1920 fue compuesta la "Canción del Estudiante" por Francisco García Jiménez, Ernesto Galeano y Carlos Guastavino
En el año 2011 en Colombia, el presidente de la Organización Mundial de Estudiantes, Alexander Ferms de Medellín escribe el "Himno de los estudiantes" o "La marcha estudiantil"
La canción "Estudiante", pertenece a Oscar Mendoza Camino.
Y en Chile, la cantautora chilena Violeta Parra compone la canción "Me gustan los estudiantes" que es interpretada por Ángel Parra, Daniel Viglietti y Mercedes Sosa.